# ローラ浅田
ローラ浅田（ローラ あさだ、1942年（昭和17年）2月8日 - 2009年（平成21年）1月21日）は神奈川県出身のジャズ歌手、ジャズピアニスト。本名は浅田 ローラ 一美 (あさだ ローラ かずみ) (Lola Kazumi Asada) で旧姓は小野木。
1942年に神奈川県に生まれ、20歳までは新潟で過ごした。1962年、日本ジャズ学園に入りサニー梶原に従事。その後、都内のジャズクラブや佐世保米軍キャンプなどで唄う。1973年に渡米し、アメリカ合衆国カリフォルニア州ロサンゼルスを拠点にジャズを勉強しながら日系ナイトクラブで活動する。2002年に乳がんが発覚し帰国、父親の住む石川県金沢市へと引っ越し、同地で闘病しながら平行してライブ活動も続けた。
2009年1月21日、金沢市内の病院で転移性肺腫瘍による呼吸不全で死亡。66歳。彼女の死後約1年たった2010年1月21日、娘のシンディ浅田が追悼アルバム『I Remember You ~Memories of Lola~』を発表した。